# Паоло Саммарко
Паоло Саммарко (італ. Paolo Sammarco, нар. 17 березня 1983, Комо) — італійський футболіст, що грав на позиції півзахисника. По завершенні ігрової кар'єри — тренер.
Виступав, зокрема, за клуби «К'єво» та «Сампдорія», а також молодіжну збірну Італії.

## Клубна кар'єра
Народився 17 березня 1983 року в місті Комо. Вихованець академії «Мілану», втім за основну команду «россонері», натомість грав на правах оренди у клубах Серії С1 «Вітербезе» та «Прато».
2004 року став гравцем «К'єво», яке взяло гравця у спільне володіння. У складі веронців Саммарко дебютував у Серії А у віці 21 року 10 листопада 2004 року в грі проти «Аталанти» (1:0) і загалом за перший сезон у складі жовто-синіх провів 17 матчів. Він також залишився з «джаллоблу» протягом наступних двох сезонів, дебютувавши зокрема і в Лізі чемпіонів у матчі проти софійського ЦСКА у 2006 році. 20 грудня того ж року він забив свій перший гол у вищому дивізіоні в домашньому матчі проти «Реджини» (3:2).

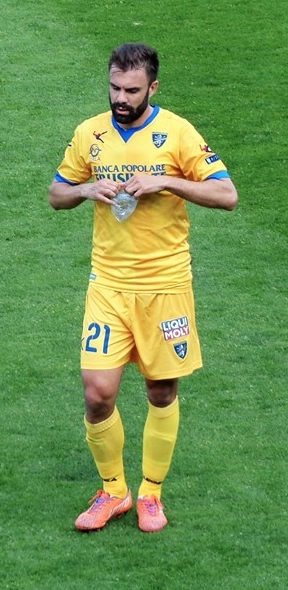
Паоло Саммарко під час виступів за «Фрозіноне». 2017 рік.

22 червня 2007 року «Мілан» викупив у «К'єво» його частку на гравця, після чого продав її «Сампдорії». За перший сезон у «Сампдорії» він забив 5 голів, тож 3 червня 2008 року команда викупила його у «Мілана» за 2,4 мільйона євро. Саммарко також підписав новий контракт з клубом, який діяв до 30 червня 2013 року. ВІтім провівши у команді ще лише один сезон, Саммарко 2009 року втратив місце в основі з приходом нового головного тренера Анджело Грегуччі, тому надалі виступав на правах оренди за клуби «Удінезе», «Чезена» та «К'єво».
9 серпня 2012 року уклав контракт з клубом Серії В «Спеція», у складі якого провів наступні два з половиною роки своєї кар'єри гравця, після чого перейшов до іншої команди цього дивізіону «Фрозіноне», допомігши цій команді 2015 року вперше у своїй історії вийти до Серії А.
15 жовтня 2019 року він приєднався до клубу Серії C «Віртус Верона» до кінця сезону, по завершенні якого став гравцем клубу Серії D, «Арциньяно Вальк'ямпо», за яку виступав протягом 2020—2021 років, після чого завершив ігрову кар'єру.

## Виступи за збірні
2000 року дебютував у складі юнацької збірної Італії (U-17), загалом на юнацькому рівні взяв участь у 8 іграх.
Протягом 2005—2006 років залучався до складу молодіжної збірної Італії. У її складі взяв участь у молодіжному чемпіонаті Європи 2006 року, де зіграв у всіх трьох іграх, проте його збірна несподівано не змогла вийти з групи. Всього на молодіжному рівні зіграв у 9 офіційних матчах.

## Кар'єра тренера
Відразу по завершенні ігрової кар'єри став помічником головного тренера іншої команди Серії D «Амброзіана». 23 листопада 2021 року, після відставки Джузеппе Пульєзе, Саммарко був призначений новим головним тренером. Під його керівництвом клуб за підсумками сезону 2021/22 вилетів до нижчого дивізіону, після чого угоду з тренером не було продовжено.
Влітку 2022 року очолив юнацьку команду до 18 років «Верони».

## Статистика виступів

### Статистика клубних виступів
| Сезон                 | Команда                | Чемпіонат             | Чемпіонат | Чемпіонат | Національний кубок | Національний кубок | Національний кубок | Континентальні кубки | Континентальні кубки | Континентальні кубки | Інші змагання | Інші змагання | Інші змагання | Усього | Усього |
| Сезон                 | Команда                | Ліга                  | Ігор      | Голів     | Ліга               | Ігор               | Голів              | Ліга                 | Ігор                 | Голів                | Ліга          | Ігор          | Голів         | Ігор   | Голів  |
| --------------------- | ---------------------- | --------------------- | --------- | --------- | ------------------ | ------------------ | ------------------ | -------------------- | -------------------- | -------------------- | ------------- | ------------- | ------------- | ------ | ------ |
| 2002–03               | «Вітербезе»            | C1                    | 24        | 0         | КІ-C               | 0                  | 0                  | -                    | -                    | -                    | -             | -             | -             | 24     | 0      |
| 2003–04               | «Прато»                | C1                    | 30+2      | 1         | КІ-C               | 1                  | 0                  | -                    | -                    | -                    | -             | -             | -             | 33     | 1      |
| 2004–05               | «К'єво»                | A                     | 15        | 0         | КІ                 | 2                  | 0                  | -                    | -                    | -                    | -             | -             | -             | 17     | 0      |
| 2005–06               | «К'єво»                | A                     | 24        | 0         | КІ                 | 3                  | 0                  | -                    | -                    | -                    | -             | -             | -             | 27     | 0      |
| 2006–07               | «К'єво»                | A                     | 32        | 2         | КІ                 | 2                  | 1                  | ЛЧ+КУЄФА             | 1+2                  | 0                    | -             | -             | -             | 37     | 3      |
| 2007–08               | «Сампдорія»            | A                     | 30        | 5         | КІ                 | 1                  | 0                  | I+КУЄФА              | 1+4                  | 0                    | -             | -             | -             | 36     | 5      |
| 2008–09               | «Сампдорія»            | A                     | 34        | 1         | КІ                 | 4                  | 0                  | КУЄФА                | 7                    | 1                    | -             | -             | -             | 45     | 2      |
| серп.2009             | «Сампдорія»            | A                     | 1         | 0         | КІ                 | 0                  | 0                  | -                    | -                    | -                    | -             | -             | -             | 1      | 0      |
| 2009–10               | «Удінезе»              | A                     | 26        | 0         | КІ                 | 4                  | 0                  |                      | -                    | -                    | -             | -             | -             | 30     | 0      |
| 2010-січ. 2011        | «Сампдорія»            | A                     | 0         | 0         | КІ                 | 0                  | 0                  | ЛЧ+ЛЄ                | 0+1                  | 0                    | -             | -             | -             | 1      | 0      |
| січ.-черв. 2011       | «Чезена»               | A                     | 15        | 1         | КІ                 | -                  | -                  | -                    | -                    | -                    | -             | -             | -             | 15     | 1      |
| серп. 2011            | «Сампдорія»            | B                     | -         | -         | КІ                 | 2                  | 1                  | -                    | -                    | -                    | -             | -             | -             | 2      | 1      |
| Усього за «Сампдорію» | Усього за «Сампдорію»  | Усього за «Сампдорію» | 65        | 6         |                    | 7                  | 1                  |                      | 13                   | 1                    |               | -             | -             | 85     | 8      |
| серп. 2011–12         | «К'єво»                | A                     | 28        | 2         | КІ                 | 2                  | 1                  | -                    | -                    | -                    | -             | -             | -             | 30     | 3      |
| Усього за «К'єво»     | Усього за «К'єво»      | Усього за «К'єво»     | 99        | 4         |                    | 9                  | 2                  |                      | 3                    | 0                    |               | -             | -             | 111    | 6      |
| 2012–13               | «Спеція»               | B                     | 27        | 1         | КІ                 | 1                  | 0                  | -                    | -                    | -                    | -             | -             | -             | 28     | 1      |
| 2013–14               | «Спеція»               | B                     | 29+1      | 0         | КІ                 | 2                  | 0                  | -                    | -                    | -                    | -             | -             | -             | 32     | 0      |
| 2014-січ. 2015        | «Спеція»               | B                     | 8         | 0         | КІ                 | 2                  | 0                  | -                    | -                    | -                    | -             | -             | -             | 10     | 0      |
| Усього за «Спецію»    | Усього за «Спецію»     | Усього за «Спецію»    | 65        | 1         |                    | 5                  | 0                  |                      | -                    | -                    |               | -             | -             | 70     | 1      |
| січ.-черв. 2015       | «Фрозіноне»            | B                     | 13        | 1         | КІ                 | -                  | -                  | -                    | -                    | -                    | -             | -             | -             | 13     | 1      |
| 2015–16               | «Фрозіноне»            | A                     | 28        | 4         | КІ                 | 0                  | 0                  | -                    | -                    | -                    | -             | -             | -             | 28     | 4      |
| 2016–17               | «Фрозіноне»            | B                     | 41+1      | 1         | КІ                 | 2                  | 0                  | -                    | -                    | -                    | -             | -             | -             | 44     | 1      |
| 2017–18               | «Фрозіноне»            | B                     | 18+2      | 1         | КІ                 | 2                  | 0                  | -                    | -                    | -                    | -             | -             | -             | 22     | 1      |
| 2018–19               | «Фрозіноне»            | A                     | 8         | 1         | КІ                 | 1                  | 0                  | -                    | -                    | -                    | -             | -             | -             | 9      | 1      |
| Усього за «Фрозіноне» | Усього за «Фрозіноне»  | Усього за «Фрозіноне» | 108+3     | 8         |                    | 5                  | 0                  |                      | -                    | -                    |               | -             | -             | 116    | 8      |
| жов. 2019–20          | «Віртус Верона»        | C                     | 16        | 0         | КІ-C               | 1                  | -                  | -                    | -                    | -                    | -             | -             | -             | 17     | 0      |
| 2020–21               | «Арциньяно Вальк'ямпо» | D                     | ?         | ?         | КІ-D               | ?                  | ?                  | -                    | -                    | -                    | -             | -             | -             | ?      | ?      |
| Усього за кар'єру     | Усього за кар'єру      | Усього за кар'єру     | 452       | 21        |                    | 32                 | 3                  |                      | 16                   | 1                    |               | -             | -             | 500    | 25     |